# Bataille du Dornbühl
Habsbourg contre la ville de Berne
La bataille du Dornbühl a opposé en 1298 la ville de Berne aux Habsbourg alors en place à Fribourg. Il s'agit du premier conflit important entre les deux villes. Il sera suivi par la guerre de Gümmenen entre 1331 et 1333. La victoire de Berne lui permet de devenir une ville franche.

## Déroulement
Le 2 mars 1298 commence le premier affrontement militaire important pour la ville de Berne qui avait été fondée en 1191. Il marque le commencement d'une série de conflits avec Fribourg qui est liée aux Habsbourg. 
Afin d'empêcher l'expansion de Berne, les Habsbourg s'allient avec la noblesse des environs dont Guillaume Ier et Ulrich de Belp-Montagny, barons de Belp-Montagny. Les Bernois, soutenus par Soleure qui avait conclu un pacte trois ans auparavant, rencontrent la coalition habsbourgeoise à l'ouest de Berne. Les troupes bernoises menées par Ulrich von Erlach (de) parviennent à vaincre les Habsbourg. La bataille est suivie de près par la bataille du Jammertal. 
Le nom de Dornbühl, parfois orthographié Tornbühl ou Donnerbühl, a été attribué par le chroniqueur bernois Konrad Justinger (en). Il existe très peu d'informations sur les affrontements de 1298 et le lieu exact de la bataille de Dornbühl reste inconnu. Les historiens supposent qu'elle s'est déroulée à l'ouest de Berne, tout comme celle du Jammertal, entre Bümpliz et Oberwangen. Les deux batailles se sont vraisemblablement déroulées sur l'actuelle commune de Köniz. 
Avec sa victoire, Berne devient indépendante. Les sires de Belp doivent abandonner leur ville à Berne mais parviennent à la reprendre quelques années plus tard. Une paix plus formelle est signée en 1308.